# Catocala senescens
Catocala senescens är en fjärilsart som beskrevs av Schultz 1909. Catocala senescens ingår i släktet Catocala och familjen nattflyn. Inga underarter finns listade i Catalogue of Life.